# Charles Cozette
Charles Cozette (Paris, 23 décembre 1730 - Rennes, 20 août 1804) est un peintre français de la cour royale de Versailles. 
Fils d'un maître-tapissier de la manufacture des Gobelins, il sera comme Pierre Lenfant, élève de Parrocel
On lui doit ainsi un portrait équestre de Louis XV donnant ses ordres au siège de Tournai pendant la campagne des Flandres, le 14 mai 1745, commande pour l'hôtel de la Guerre, un portrait du Dauphin, une partie de l'illustration des angles de la Carte topographique de la partie méridionale des chasses du Roi aux alentours de Versailles.